# Jaworze (szczyt)
Jaworze, Zelarka (rusiń. Зелярка) – szczyt w Beskidzie Niskim, w Górach Grybowskich, liczący 882 metry.
Jaworze wznosi się na południowy wschód od Grybowa i na zachód od doliny Białej. Na zachód od wzniesienia wznosi się Postawne (846 m).
Na szczycie znajduje się wieża widokowa z krzyżem, oddana do użytku w 2005. 
Przez szczyt prowadzą dwa szlaki turystyczne:
- niebieski – z Ptaszkowej przez Postawne do Kopciowej
- zielony z Jaworza do Grybowa.

## Galeria

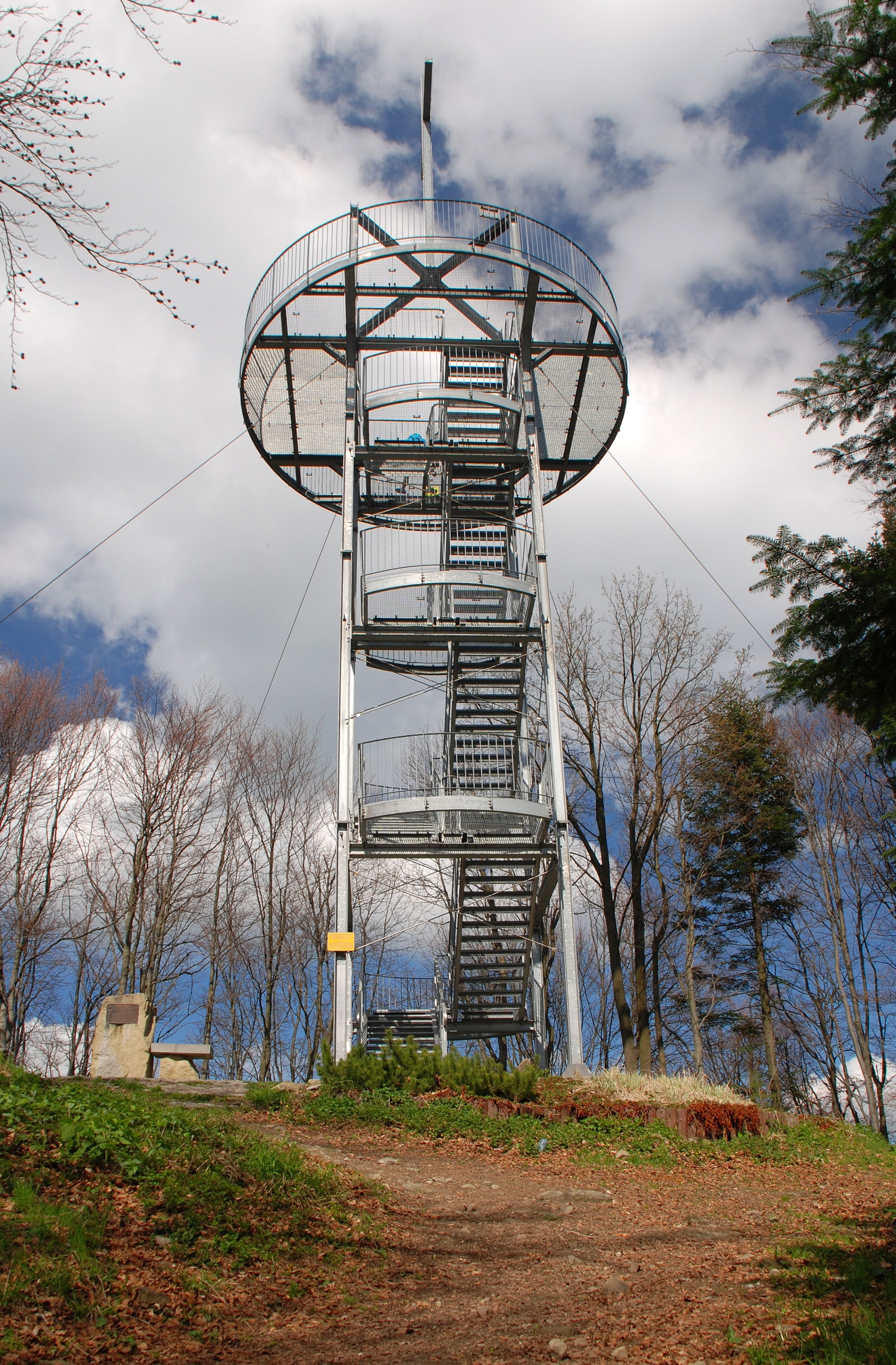
Wieża widokowa na szczycie
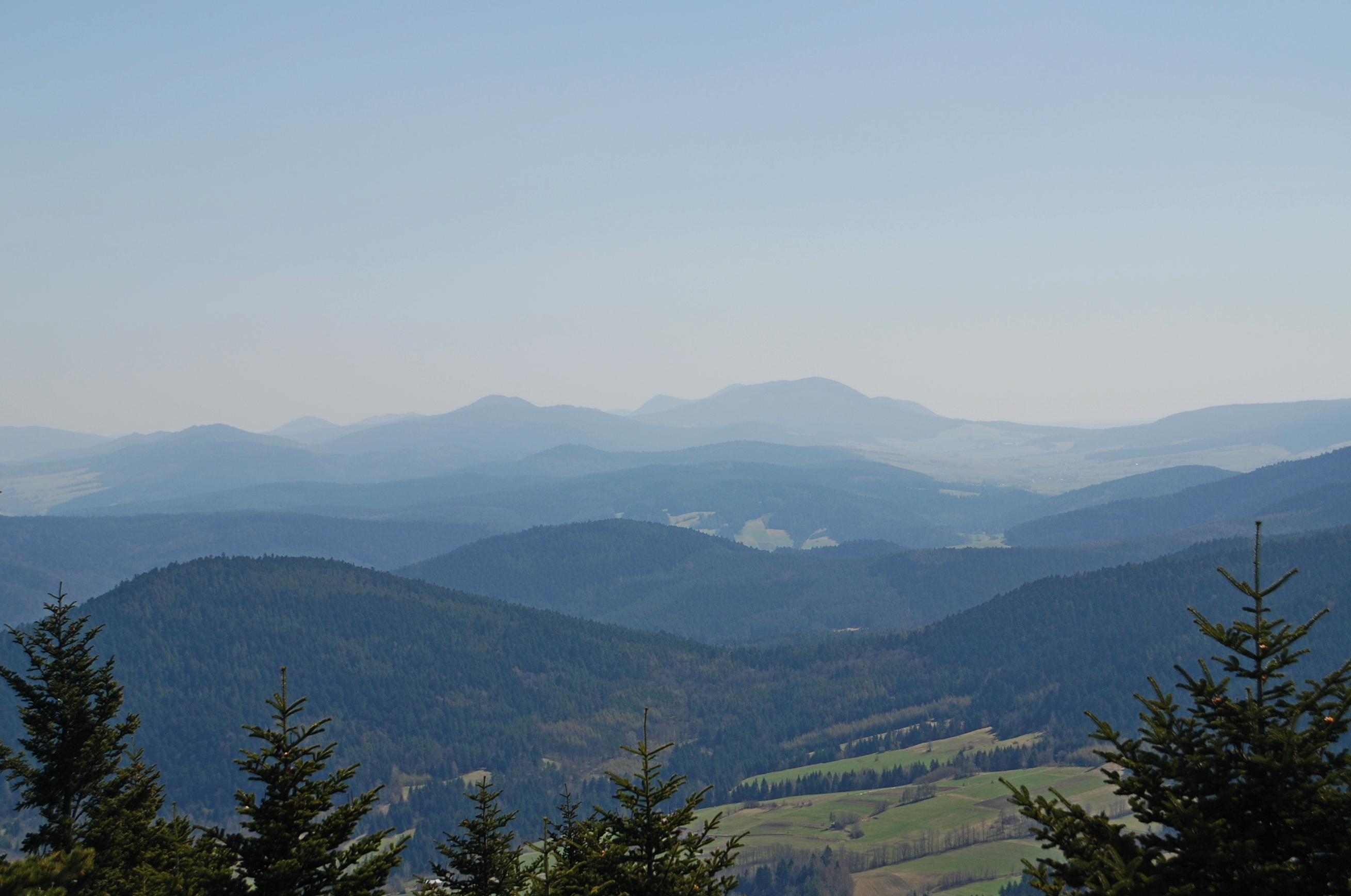
Widok z wieży na Beskid Niski i Lackową
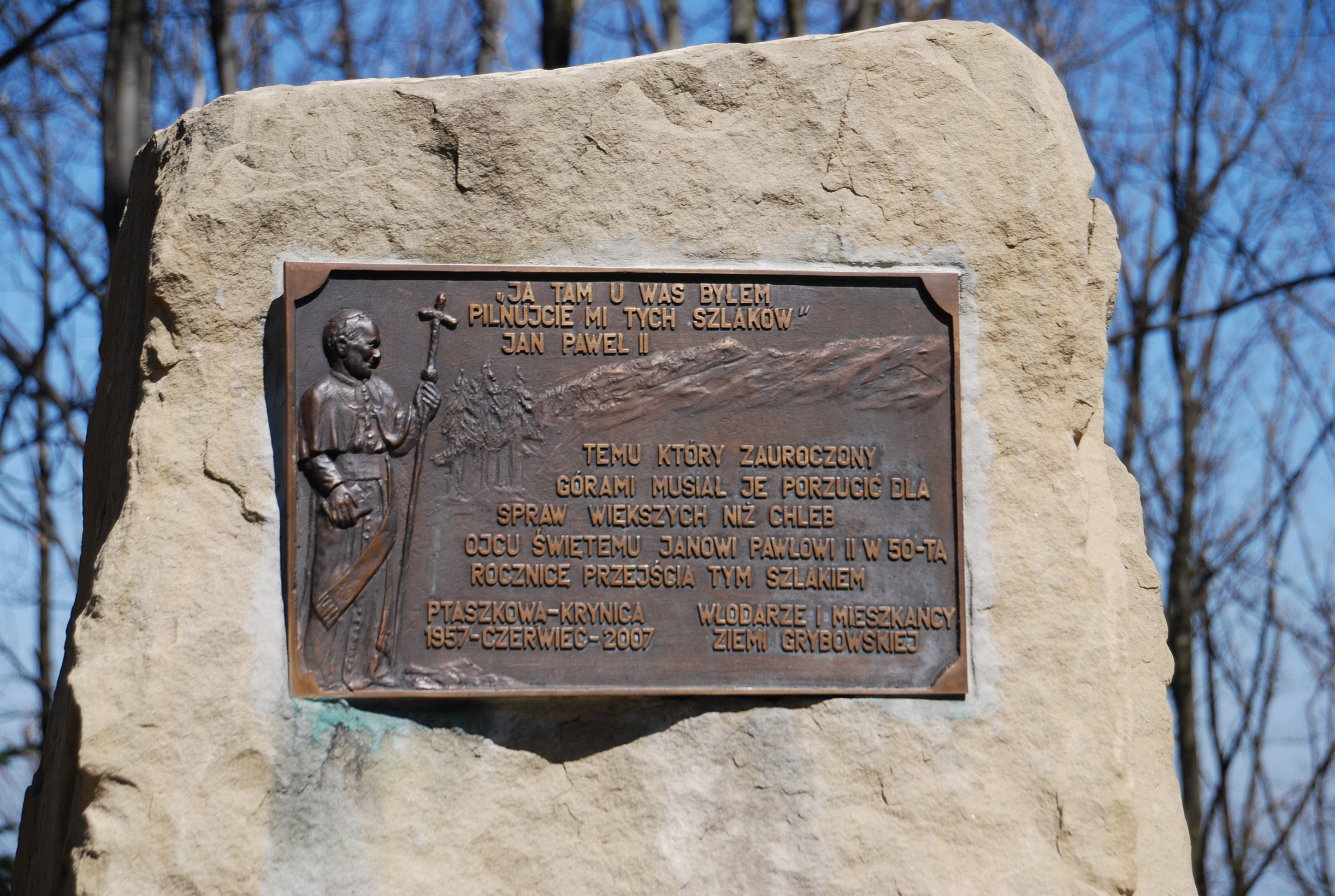
Obok wieży pomnik z tablicą JPII